# Spuyten Duyvil Creek

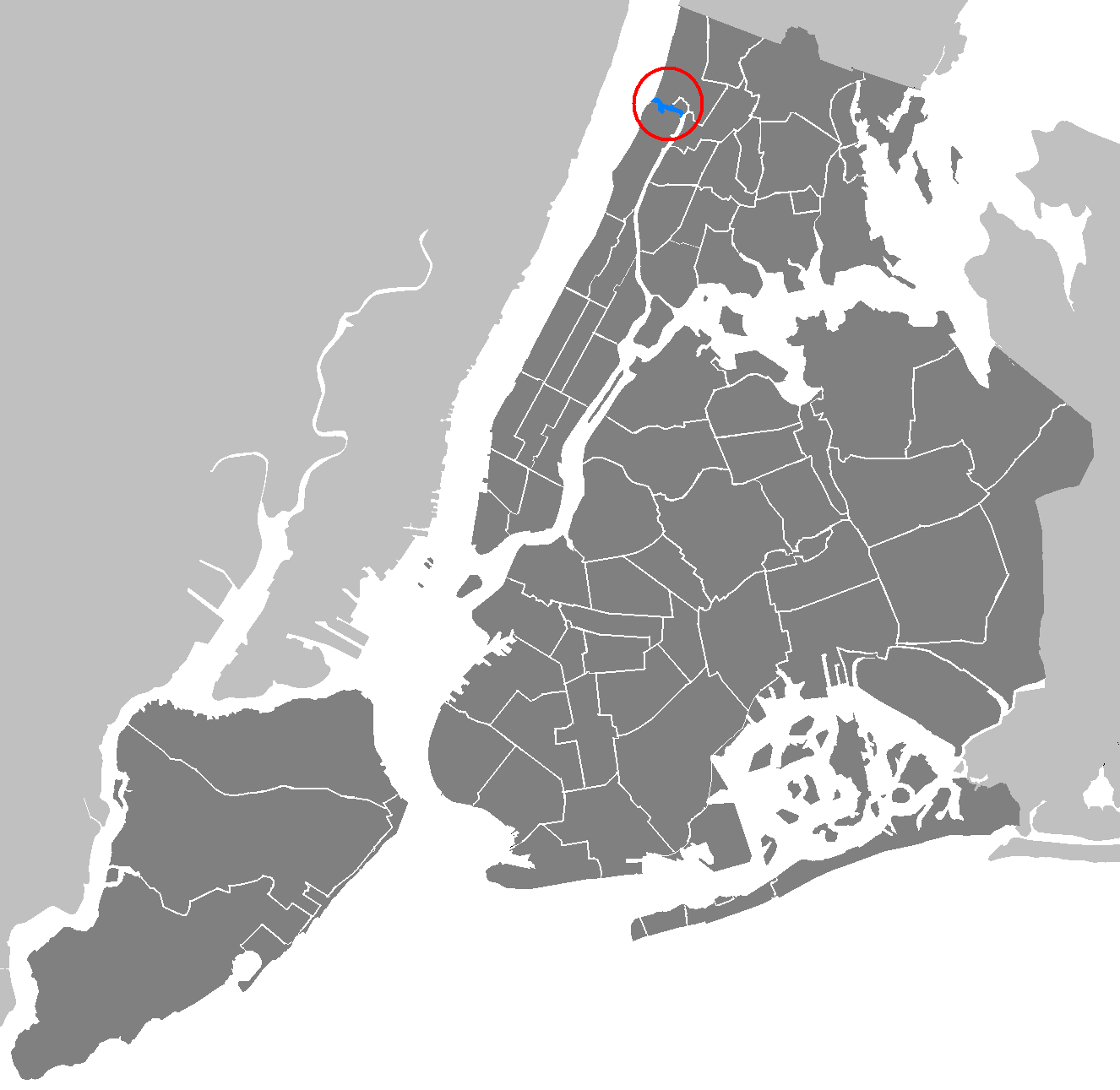
Spuyten Duyvil Creek

Spuyten Duyvil Creek, ook wel genoemd Harlem River Ship Canal, is een kanaal van ongeveer anderhalve kilometer lengte dat de rivieren de Hudson en de Harlem in New York met elkaar verbindt en het eiland Manhattan scheidt van The Bronx. De wijk Spuyten Duyvil (The Bronx) ligt ten noorden van het water.
Spuyten Duyvil Creek stroomde oorspronkelijk ten noorden van de wijk Marble Hill in Manhattan. De aanleg van het kanaal ten zuiden van de wijk in 1895 veranderde Marble Hill in een eiland, en toen in 1914 het oorspronkelijke kreekbed van Spuyten Duyvil Creek werd gedempt, kwam Marble Hill aan The Bronx vast te zitten, hoewel het administratief deel bleef uitmaken van het stadsdeel (de borough) Manhattan.
De naam "Spuyten Duyvil" komt uit het Nederlands en refereert aan de sterke en wilde stroming die daar toen te vinden was.